# Bertil Hök

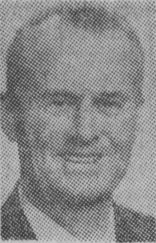
Bertil Hök

Bertil Hök, född 19 mars 1906 i Stockholm, död 10 september 1970, var en svensk arkitekt.
Efter studentexamen i Djursholm 1925 blev Hök student vid Handelshögskolan i Stockholm 1928, studerade bland annat statistik vid Stockholms högskola 1928 och utexaminerades som arkitekt från Kungliga Tekniska högskolan 1931. Efter att ha studerat vid Bauhaus i Berlin 1933 blev han auktoriserad byggmästare i Stockholm 1934. 
Hök var arkitekt och konstruktör hos Isak Gustaf Clason, Carl Bergsten och Henrik Kreüger, kontrollant vid bland annat Eenska stiftelsen, verkmästare hos bland annat byggnadsfirma Clas Groschinsky, byggnadschef vid AB Marabou, stadsarkitekt i Lidköping, Falköping, Mariestad, Skara och Vara samt stadsarkitekt i Södertälje 1945–1963. Han ritade bland annat socialnämndens hus och tullhuset i Södertälje. Han bedrev även egen arkitektverksamhet och ägde fastigheter i Solna, Bandhagen, Södertälje och Torsåker. År 1956 utgav han diktsamlingen Blott den som längtan känt. Bertil Hök är begravd på Djursholms begravningsplats.